# Пинотаж
Пинотаж (англ. Pinotage) — технический сорт чёрного винограда, созданный в 1925 году в Южной Африке путём скрещивания винограда сортов пино нуар и сенсо. Наиболее распространённый сорт винограда (и своего рода гастрономический символ) ЮАР. Также возделывается в Канаде, Израиле, Бразилии, Новой Зеландии, Зимбабве, а также в США (штаты Калифорния и Виргиния)

## История
Официальный создатель — профессор Стелленбосского университета Авраам Исаак Перольд. Первое вино из этого сорта винограда появилось только в 1941 году. Первоначально вино не пользовалось успехом, так так при неправильной технологии оно отдавало «ржавыми гвоздями», ацетоном. 
В 1959 году сортовое вино из пинотажа победило на главной винной выставке ЮАР. Через два года поступило в продажу сортовое вино Lanzerac Pinotage, которое принесло этому сорту общенациональную известность.

## Органолептические свойства
Вина из пинотажа отличаются тёмным цветом и бархатистой текстурой; вкус — фруктовой свежестью и нотками пряностей. В зрелых винах отмечают нюансы кофе и шоколада. При несоблюдении технологии, в частности при изготовлении вина из недозрелого винограда, могут обладать ацетоновым запахом, который отталкивает потребителей.
В лучших образцах у винограда Пинотаж насыщенный, легкоузнаваемый букет. Энолог Мишель Роллан назвал этот сорт «фруктовой бомбой» ввиду характерных для него тонов чёрных ягод, запечённых фруктов, бананов.
Для избежания проблем с ацетоновым запахом большинство современных виноделов при изготовлении вина из данного сорта винограда предпочитают использовать длительную холодную ферментацию. По этой же причине для ферментации используются в основном бочки из дуба (французского и американского).

## Сельскохозяйственные свойства
Цвет винограда Пинотаж варьируется от бледно-красного до темного пурпурного или кирпичного. Предпочитает скудные почвы. Обладает высокой кислотностью. Неплохая устойчивость к болезням. Созревание раннее. Уровень сахара — высокий. Урожайность до 6,8 тонн/га. 